# Jiří Pecka (kanoista)
Jiří Pecka (4. června 1917 Praha – 12. května 1997 Praha) byl český a československý rychlostní kanoista a vodní slalomář, kanoista závodící v kategoriích C2.
Startoval na Letních olympijských hrách 1948 v Londýně, kde s Václavem Havlem vybojoval stříbro na distanci 10 km. Na mistrovství světa v rychlostní kanoistice získal v roce 1950 bronzovou medaili v závodě na 1000 m (opět s Havlem).
Závodil též ve vodním slalomu, na mistrovstvích světa získal celkem čtyři medaile, z toho jednu zlatou (v závodě smíšených deblkánoií), jednu stříbrnou a dvě bronzové.